# María Carolina Luján
María Carolina Luján (Buenos Aires, Argentina; 13 de maig de 1985) és una jugadora d'escacs argentina, que té els títols de Gran Mestre Femení des de 2005, i de Mestre Internacional des de 2007.

## Resultats destacats en competició
Luján ha guanyat, en solitari o empatada al primer lloc, cinc cops el Campionat femení de l'Argentina (els anys 2000, 2001, 2004, 2006, i 2012).
Luján va obtenir el títol de Gran Mestre Femení el maig de 2005 mercès als seus resultats a la XXXV Olimpíada a Bled 2002, el Campionat d'escacs Panamericà a Buenos Aires 2003, i el torneig Ciudad de Chacabuco a Buenos Aires 2004. Posteriorment va guanyar el títol de Mestre Internacional el gener de 2007, mercès als seus resultats al Campionat continental americà de 2003, a l'obert Vila de Sort 2006, i a l'obert Ciutat de Balaguer 2006.
Va guanyar el torneig Mediterranean Flowers WGM a Rijeka 2008, el torneig femení de Graz de 2010, i va empatar al primer lloc al campionat Panamericà femení a Campinas, Brasil el 2010, entre d'altres.
El setembre de 2015 guanyà per sisena vegada és campiona femenina de l'Argentina.

### Participació en campionats del món
Ha participat en el Campionat del món d'escacs femení de 2004 on fou eliminada per qui seria finalista Ekaterina Kovalévskaia en primera ronda, al Campionat del món d'escacs femení de 2006 on fou eliminada per la també finalista Alissa Gal·liàmova en segona ronda, i al Campionat del món d'escacs femení de 2012 on fou eliminada per Anna Zatonskih en primera ronda.

### Participació en competicions per equips
Luján ha representat l'Argentina, al primer tauler femení, en sis Olimpíades d'escacs, entre 2002 i 2012. Els seus millors resultats foren a la 35a Olimpíada a Bled el 2002, on hi puntuà 8½/13 i acabà 11a, i a la 40a Olimpíada a Istanbul el 2012, on hi puntuà 6/9 amb una performance de 2455, i acabà 13a del primer tauler.